# Allium chamaespathum
Allium chamaespathum är en amaryllisväxtart som beskrevs av Pierre Edmond Boissier. Allium chamaespathum ingår i släktet lökar, och familjen amaryllisväxter. IUCN kategoriserar arten globalt som otillräckligt studerad. Inga underarter finns listade i Catalogue of Life.